# Cobalt (Misuri)
Cobalt es una villa ubicada en el condado de Madison en el estado estadounidense de Misuri. En el Censo de 2010 tenía una población de 226 habitantes y una densidad poblacional de 585,63 personas por km².

## Geografía
Cobalt se encuentra ubicada en las coordenadas 37°32′42″N 90°17′13″O / 37.54500, -90.28694. Según la Oficina del Censo de los Estados Unidos, Cobalt tiene una superficie total de 0.39 km², de la cual 0.39 km² corresponden a tierra firme y (0%) 0 km² es agua.

## Demografía
Según el censo de 2010, había 226 personas residiendo en Cobalt. La densidad de población era de 585,63 hab./km². De los 226 habitantes, Cobalt estaba compuesto por el 99.56% blancos, el 0% eran afroamericanos, el 0% eran amerindios, el 0% eran asiáticos, el 0% eran isleños del Pacífico, el 0% eran de otras razas y el 0.44% pertenecían a dos o más razas. Del total de la población el 1.77% eran hispanos o latinos de cualquier raza.